# 3M
3M Company (tidligere Minnesota Mining and Manufacturing Company) er en amerikansk virksomhed, som producerer over 55.000 forskellige produkter, inkluderende tape, sandpapir, laminat og farmaceutiske produkter, men er nok mest kendt for sin produktion af Post-it.
Selskabet blev grundlagt i Two Harbors i Minnesota i 1902 og flyttet til Duluth i Minnesota før det til sidst etablerede sig i sit nuværende hovedkontor i Maplewood udenfor Saint Paul i 1910. Blandt selskabets første opfindelser var vandsikkert sandpapir, maskeringstape, cellofantape og lyddæmpende materialer, Post-it blev opfundet af 3M forskeren Spencer Silver i 1968.
3Ms varemærke Scotch er kendt for tape, både som cellofantape, i USA er gennemsigtigt klisterbånd ofte blot kaldt for scotch-tape, og for magnetbånd til både lyd og billede.